# Глуський район
Глуський район — адміністративна одиниця Білорусі, Могильовська область.

## Відомі особистості
У районі народились:
- Борисик Василь Іванович (1895-1969) — білоруський будівельник, Герой Соціалістичної Праці (с. Горне).
- Кіпель Юхим Овсійович (1895-1969) — білоруський громадський і політичний діяч (с. Байлюки).